# Aziz Espandar
Aziz Espandar (n. Bandar-e Anzali, 2 de febrero de 1948) es un exfutbolista y antiguo entrenador iraní.

## Biografía
Debutó como futbolista en 1969 a los 21 años de edad con el Malavan FC, después de haberse formado en la cantera del club. Jugó durante toda su carrera deportiva en el mismo equipo, haciendo un total de 16 temporadas, donde llegó a jugar 550 partidos y haber marcado 117 goles. Además se convirtió en el máximo goleador de la Liga Iraní en 1975 al marcar 10 goles —título que compartió con Gholam Hossein Mazloumi que marcó los mismos tantos— y en 1978 al marcar 16 goles. En 1976, además, ayudó al equipo a ganar la Copa Hazfi contra el Tractor Sazi FC por 4-1, siendo dos de los goles marcados por Espandar. Tras retirarse como futbolista, ejerció el cargo de entrenador de la cantera del Malavan FC, siendo posteriormente, en 1990, del primer equipo en calidad de interino. En 1991, la Selección de fútbol sub-20 de Irán contó con sus servicios hasta 1999.

## Selección nacional
Jugó un total de dos partidos con la selección de fútbol de Irán. Ambos fueron disputados en la Copa ECO en 1974. Su partido debut fue contra Pakistán el 17 de enero en un partido que acabó por 1-2 a favor del combinado iraní, donde además Espandar marcó un gol. Su segundo y último partido lo jugó tres días después contra Turquía.

## Clubes

### Como futbolista
| Club       | País | Año         | Partidos | Goles |
| ---------- | ---- | ----------- | -------- | ----- |
| Malavan FC | Irán | 1969 - 1986 | 550      | 117   |

### Como entrenador
| Club                               | País | Año         |
| ---------------------------------- | ---- | ----------- |
| Malavan FC (interino)              | Irán | 1990        |
| Selección de fútbol sub-20 de Irán | Irán | 1991 - 1999 |

## Palmarés

### Campeonatos nacionales
| Título     | Club       | País | Año  |
| ---------- | ---------- | ---- | ---- |
| Copa Hazfi | Malavan FC | Irán | 1976 |

### Distinciones individuales
| Título                           | Club       | País | Año  |
| -------------------------------- | ---------- | ---- | ---- |
| Máximo goleador de la Liga Iraní | Malavan FC | Irán | 1975 |
| Máximo goleador de la Liga Iraní | Malavan FC | Irán | 1978 |